# Srostloprstí
Srostloprstí (Coraciiformes) je řád ptáků, jehož příslušníci se od ostatních ptáků odlišují srůstem dvou prostředních prstů na noze (tzv. syndaktilní noha). Vyznačují se duhovou barevností. Hnízdí většinou v dutinách nebo norách. V Česku žijí 3 zástupci – ledňáček říční, vlha pestrá a mandelík hajní. Na Madagaskaru žijí kuroli (dříve též řazení ke srostloprstým) a kurolci. Novosvětskými skupinami jsou todiovití (endemická skupina Velkých Antil) a momotovití.

## Systematika
Tradičně byly ke srostloprstým ještě řazené čeledě dnes vyčleňované do zvláštního, ale stále velmi blízce příbuzného řádu zoborožci (Bucerotiformes). Taktéž kurol byl vyčleněn do samostatného řádu.
Mezinárodní ornitologická unie k roku 2022 rozeznává následujících 6 čeledí:
- ledňáčkovití (Alcedinidae)
- todiovití (Todidae)
- momotovití (Momotidae)
- vlhovití (Meropidae)
- mandelíkovití (Coraciidae)
- kurolcovití (Brachypteraciidae)
- †Eocoraciidae
- †Geranopteridae